# Championnat de Slovénie de hockey sur glace
Le Državno Prvenstvo est la ligue de hockey sur glace en Slovénie. Le vainqueur de ce championnat est déclaré champion de Slovénie. Les équipes participant à la saison régulière de la Slohokej Liga peuvent se qualifier pour cette phase finale. Ce championnat est uniquement ouvert aux équipes slovènes. Le HK Acroni Jesenice et le HDD ZM Olimpija qui participent au championnat d'Autriche sont automatiquement qualifiés.

## Équipes
Les équipes slovènes susceptibles de participer :
- HDD Olimpija
- HK Acroni Jesenice
- HK Maribor
- HK Slavija
- HK MK Bled
- HK Triglav
- HD HS Olimpija
- ŠD Alfa

## Palmarès
Avant 1991, les équipes disputaient le championnat de Yougoslavie.
- 1991-1992 : HK Jesenice[HA 1]
- 1992-1993 : HK Jesenice[HA 2]
- 1993-1994 : HK Jesenice[HA 3]
- 1994-1995 : HK Olimpija Ljubljana[HA 4]
- 1995-1996 : HK Olimpija Ljubljana[HA 5]
- 1996-1997 : HK Olimpija Ljubljana[HA 6]
- 1997-1998 : HK Olimpija Ljubljana[HA 7]
- 1998-1999 : HK Olimpija Ljubljana[HA 8]
- 1999-2000 : HK Olimpija Ljubljana[HA 9]
- 2000-2001 : HK Olimpija Ljubljana[HA 10]
- 2001-2002 : HDD ZM Olimpija[HA 11]
- 2002-2003 : HDD ZM Olimpija[HA 12]
- 2003-2004 : HDD ZM Olimpija[HA 13]
- 2004-2005 : HK Acroni Jesenice[HA 14]
- 2005-2006 : HK Acroni Jesenice[HA 15]
- 2006-2007 : HDD ZM Olimpija[HA 16]
- 2007-2008 : HK Acroni Jesenice[HA 17]
- 2008-2009 : HK Acroni Jesenice[HA 18]
- 2009-2010 : HK Acroni Jesenice[HA 19]
- 2010-2011 : HK Acroni Jesenice[HA 20]
- 2011-2012 : HDD Tilia Olimpija[HA 21]
- 2012-2013 : HDD Telemach Olimpija[HA 22]
- 2013-2014 : HDD Telemach Olimpija[HA 23]
- 2014-2015 : HDD Jesenice
- 2015-2016 : HDD Olimpija
- 2016-2017 : HDD Jesenice
- 2017-2018 : HDD Jesenice
- 2018-2019 : HK Olimpija Ljubljana
- 2019-2020 : Aucun
- 2020-2021 : HDD Jesenice

### Hockey archives
Références issues du site Hockey archives
1. ↑  Saison 1991-1992
2. ↑  Saison 1992-1993
3. ↑  Saison 1993-1994
4. ↑  Saison 1994-1995
5. ↑  Saison 1995-1996
6. ↑  Saison 1996-1997
7. ↑  Saison 1997-1998
8. ↑  Saison 1998-1999
9. ↑  Saison 1999-2000
10. ↑  Saison 2000-2001
11. ↑  Saison 2001-2002
12. ↑  Saison 2002-2003
13. ↑  Saison 2003-2004
14. ↑  Saison 2004-2005
15. ↑  Saison 2005-2006
16. ↑  Saison 2006-2007
17. ↑  Saison 2007-2008
18. ↑  Saison 2008-2009
19. ↑  Saison 2009-2010
20. ↑  Saison 2010-2011
21. ↑  Saison 2011-2012
22. ↑  Saison 2012-2013
23. ↑  Saison 2013-2014